# Kriegerdenkmal Bucha
Das Kriegerdenkmal Bucha ist ein denkmalgeschütztes Kriegerdenkmal im Ortsteil Bucha der Gemeinde Kaiserpfalz in Sachsen-Anhalt. Im örtlichen Denkmalverzeichnis ist der Gedenkstein unter der Erfassungsnummer 094 81240 als Baudenkmal verzeichnet.
Das Kriegerdenkmal Bucha ist eine Säule auf einem flachen eckigen Sockel. Neben einigen Verzierungen wird die Säule von einem Eisernen Kreuz gekrönt. An der Säule befinden sich vier Gedenktafeln. Eine Gedenktafel trägt die Inschrift Unsern Gefallenen (nicht lesbar) gewidmet (nicht lesbar) Kriegerverein und Gemeinde Bucha. Die anderen drei Gedenktafeln enthalten die Namen der Gefallenen, diese sind aufgrund der Verwitterung kaum noch lesbar. Das Kriegerdenkmal steht an der Kreuzung Kirchplatz – Buchengrund.
Die Säule ist das Kriegerdenkmal für die Gefallenen des Ersten Weltkriegs. Für die Gefallenen des Zweiten Weltkriegs wurde an der Kirchenwand eine Gedenktafel angebracht.

## Quelle
- Kriegerdenkmal Bucha, abgerufen am 7. September 2017.